# Anneliese Scherz
Anneliese Scherz (geboren als Anneliese Fuss-Hippel 30. September 1900 in Exin, Deutsches Reich; gestorben 21. Dezember 1985 in Hildesheim) war eine deutsche Fotografin in Südwestafrika (seit 1990 Namibia).

## Leben
Anneliese Fuss-Hippel besuchte Fotokurse im Berliner Lettehaus und erhielt einen Meisterbrief. Sie arbeitete in verschiedenen Ateliers und machte sich 1927 in Frankfurt an der Oder als Fotografin selbständig. Dort lernte sie ihren späteren Ehemann, den Chemiker Ernst Rudolf Scherz (1906–1981), kennen. Ernst Rudolf Scherz floh 1933 aus dem nationalsozialistischen Deutschland nach Südwestafrika. Sie folgte ihm 1938, sie heirateten und lebten in Windhoek. Dort betrieb sie wieder ein Fotoatelier. 
Ernst Rudolf Scherz arbeitete 1947, 1948 und 1950 bei Abbé Breuil bei dessen Dokumentation und Analyse namibischer Felsbilder mit, Anneliese Scherz begleitete ihn, fotografierte, pauste Bilder und arbeitete mit an der Systematisierung. 1948 war sie als Fotografin beim US-amerikanischen Ethnologen Edwin M. Loeb beschäftigt, der die Kwanyama im Ovamboland untersuchte. 1953 arbeitete sie für Laurence Marshall und Lorna Marshall bei deren dritter Kalahari-Expedition zu den Nyae Nyae, ihre Fotografien gingen vertragsgemäß in deren Besitz über. Ab 1963 war das Ehepaar am Forschungsprojekt „Felsbilder in Südwest-Afrika“ des Instituts für Ur- und Frühgeschichte der Universität Köln beteiligt. 
1980 kehrte sie mit ihrem Mann nach Deutschland zurück, wo sie in Hildesheim lebten. Im Jahr 1982 besuchte Anneliese Scherz, inzwischen verwitwet, Namibia ein letztes Mal.

## Schriften (Auswahl)
- Ernst Rudolf Scherz, Anneliese Scherz: Afrikanische Felskunst: Malereien auf Felsen in Südwest-Afrika. Köln : DuMont Schauberg, 1974
- Anneliese Scherz: Mythos Haar. Frisuren, Kopfbedeckungen & Schmuck in Südwestafrika, Namibia & Südangola. Ethnographische Photografien aus alten Sammlungen Südwestafrikas. Schwülper : Cargo, 1998 (1981)
- Ernst Rudolf Scherz, Anneliese Scherz: Menschen aus Südwestafrika, Namibia 1933–1983 : eine Auslese von Fotografien. Windhoek : A. Scherz, 1983
- Ernst Rudolf Scherz, Anneliese Scherz: Südwester Geschichten am Lagerfeuer. Basel : Basler Afrika-Bibliogr., 2005